# Диктатор (Древен Рим)
Диктатор (на латински: dictator, от dicto – диктувам, нареждам) била извънредна длъжност, изпълнявана от магистрат в периода на Републиката (V век — втората половина на I век пр.н.е.) в Древния Рим.
Диктаторът бил назначаван от консулите по решение на сената за период не по-голям от 6 месеца и единствено в случай на извънредна опасност (вътрешни безредици, военна опасност и др.), когато се смятало за необходимо властта да бъде придадена в ръцете на едно лице. След преодоляване на кризисната ситуация диктаторът е трябвало да сдаде властта си.
Назначеният диктатор притежавал пълната държавна власт (imperium). При назначаването на диктатора към титлата му винаги се добавяла и причината за избирането му (например титлата на диктатор, избран заради военна опасност била Dictator rei gerundae causa, т. e. диктатор за водене на война). Отличителните му знаци били обточена тога и курулски стол. Придружавали го 24 ликтора (колкото общо имали двамата консула).
Присъдата на диктатора до IV век пр.н.е. не подлежала на апелативно разглеждане от народното събрание. Бил е над закона и след изтичане на мандата му, т.е. не е могъл да бъде съден за извършени през времето на управлението си деяния.
Обикновено на диктатора били подчинени всички длъжностни лица, включително и консулите.
Първоначално на длъжността диктатор можело да бъдат назначавани само патриции, но от 356 пр.н.е. това било разрешено и за плебеи.
Имало случаи, когато диктатор бил избиран за изпълнението на конкретна задача (например от религиозен характер).
Много рядко имало диктатори (последният законен през 202 г. пр.н.е.). В периода на късната Република, при Сула и Цезар, които били назначени за диктатори без ограничение на срока (dictator perpetuus), длъжността диктатор придобила монархически характер. Тази длъжност била отменена през 44 пр.н.е. от Марк Антоний.